# Scott Grimes
Scott Richard Grimes (født 9. juli 1971) er en amerikansk skuespiller, tegnefilmsdubber og musiker. Han har bl.a. spillet med i tv-miniserien Kammerater i krig og dramaserien Skadestuen, samt lagt stemme til figuren Steve Smith i den animerede tv-serie American Dad!. I 2010 havde han rollen som Will Scarlet i Ridley Scotts Robin Hood.

## Udvalgt filmografi
- Kammerater i krig (2001)
- Skadestuen (2003-2009)
- American Dad! (2005-)
- Robin Hood (2010)